# 灵应山石窟
灵应山石窟，位于宁夏回族自治区吴忠市盐池县青山乡营盘山行政村小水自然村，是中华人民共和国宁夏回族自治区文物保护单位之一。
2010年12月6日，授予宁夏回族自治区文物保护单位，是一座石窟寺及石刻。